# Meng Lang
Meng Lang (vlastním jménem Meng Ťün-liang, čínsky 孟浪, 1961, Šanghaj – 12. prosinec 2018, Hongkong) byl čínský básník a disident. Byl signatářem manifestu Charta 08 a spoluzakladatel Nezávislého čínského centra PEN klubu.

## Životopis

### Mládí a počátky literární tvorby
Meng Lang se narodil roku 1961 v Šanghaji. Jeho předkové pocházeli z Šao-singu. Studoval na Šanghajské univerzitě vědy a technologie. Během studií začal psát poezii a začal se angažovat v neoficiálních básnických hnutích. Spolueditoval antologii A Compendium of Modern Chinese Poetry, 1986–1988. Od poloviny 80. let do začátku 90. let 20. století pomáhal se zakládáním nebo editací časopisů o čínské poezii. Roku 1992 získal první Cenu za moderní čínskou poezii.

### Exil

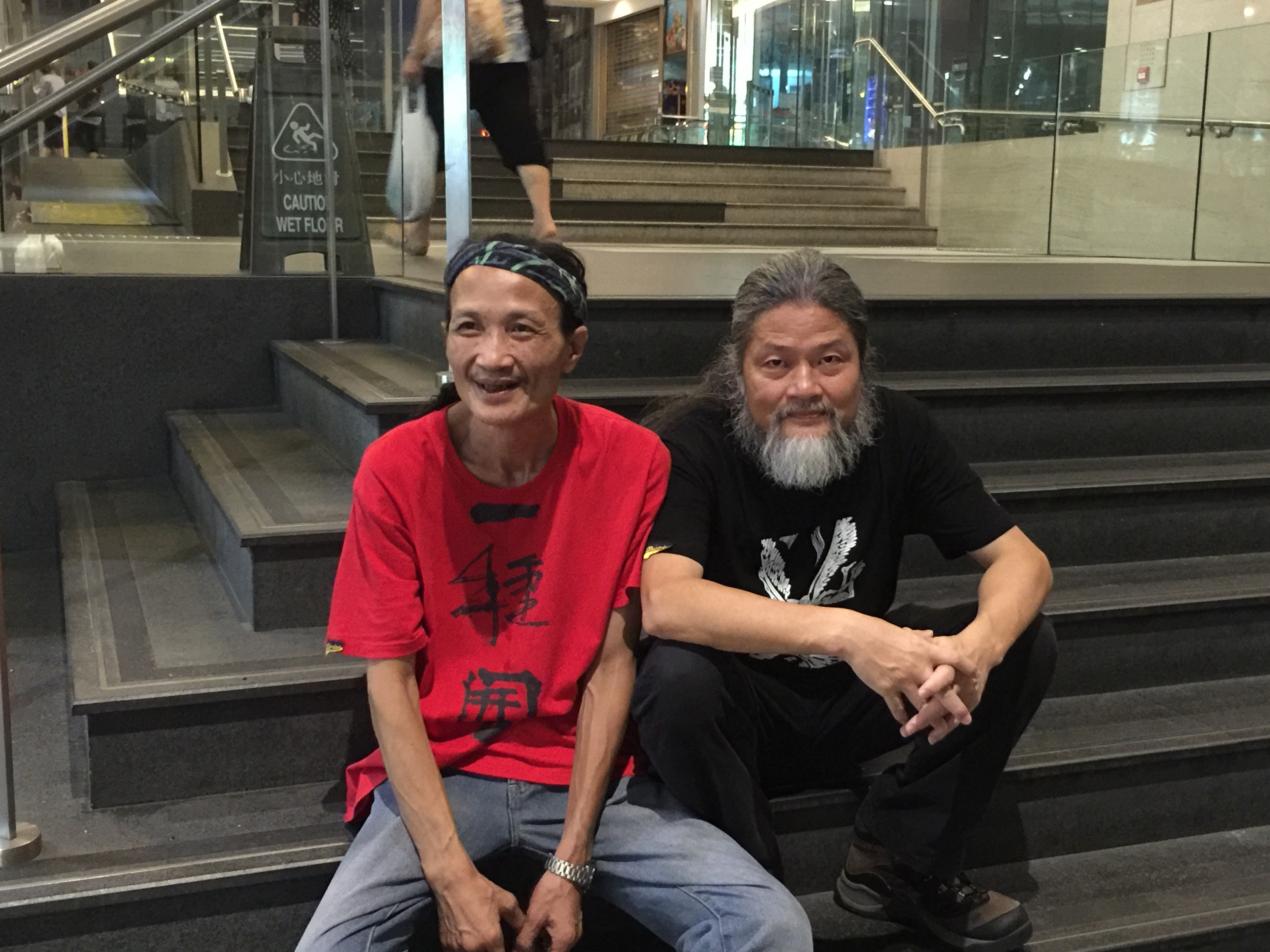
Zleva básník Lang Zi a Meng Lang

Po potížích s policií se přestěhoval do Spojených států amerických, kde v letech 1995 až 1998 působil jako spisovatel-rezident (artist-in-residence) na Brownově univerzitě. Roku 2006 se přestěhoval do Hongkongu. V roce 2008 podepsal Chartu 08, jejímž autorem je jeho bývalý kolega a přítel Liou Siao-po a roku 2011 spoluzakládal Nezávislé čínské centrum PEN klubu. V letech 2008 až 2012 působil jako šéfredaktor Chenzhong Book Company, v roce 2010 založil nakladatelství Tracing. Podporoval též deštníkové hnutí v Hongkongu a byl hlasitým odpůrcem čínského prezidenta Si Ťin-pchinga. Po zatčení několika knižních vydavatelů v Hongkongu roku 2015 se Meng a jeho žena Tchu Čch'-a-čch' přestěhovali do okresu Chua-lien na Tchaj-wanu.
Po smrti Liou Siao-poa v roce 2017 vydal Meng antologii poezie, kterou během léta po celé Číně skládali lidé jako projev úcty k držiteli Nobelovy ceny za mír. Podle jeho slov se podařilo shromáždit básně od několika tisíc autorů, většinou z Čínské lidové republiky. Nakonec bylo pro antologii vybráno necelých dvě stě děl. Sám Meng napsal na jeho památku báseň bez názvu.

### Návrat do Hongkongu a smrt
Meng se svou ženou se vrátili do Hongkongu v únoru 2018. Brzy poté mu byla diagnostikována rakovina plic v posledním stádiu. Byl hospitalizován a 12. prosince 2018 zemřel v hongkongské nemocnici Prince z Walesu ve věku 57 let. Jeho úmrtí připomněl na sociální Twitter například literární kritik ABC news Chip Rolley, nebo překladatelka Anne Henochowicz.